# 革命时代

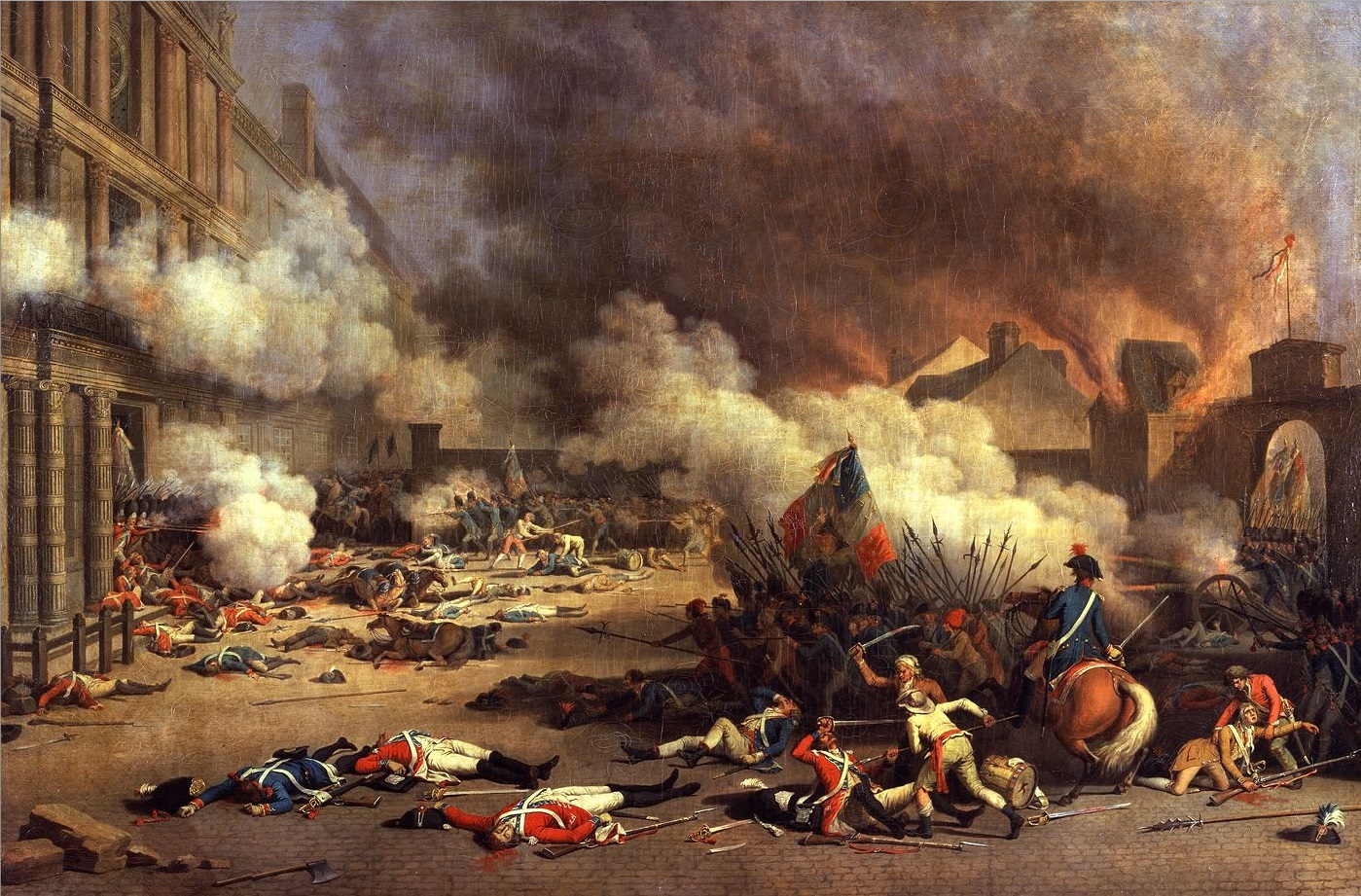
法国大革命场景：1792年8月，法国人民攻占杜伊勒里宫。

革命时代（英語：Age of Revolution）是指18世纪末—19世纪中期这个时期。在这个时期，欧洲和美洲的大多数地区发生一系列重要的革命运动。这个时期以专制君主制向具有宪法的代议制转变，以及民族国家的创建为特征。